# Gola di Ha
La gola di Ha (greco Φαράγγι Χά) è una gola posta nella parte orientale dell'isola di Creta in Grecia. Essa è situata nel pendio occidentale del monte Thrypti ed esce a est del villaggio Vasilikī nella pianura di Ierapetra. 

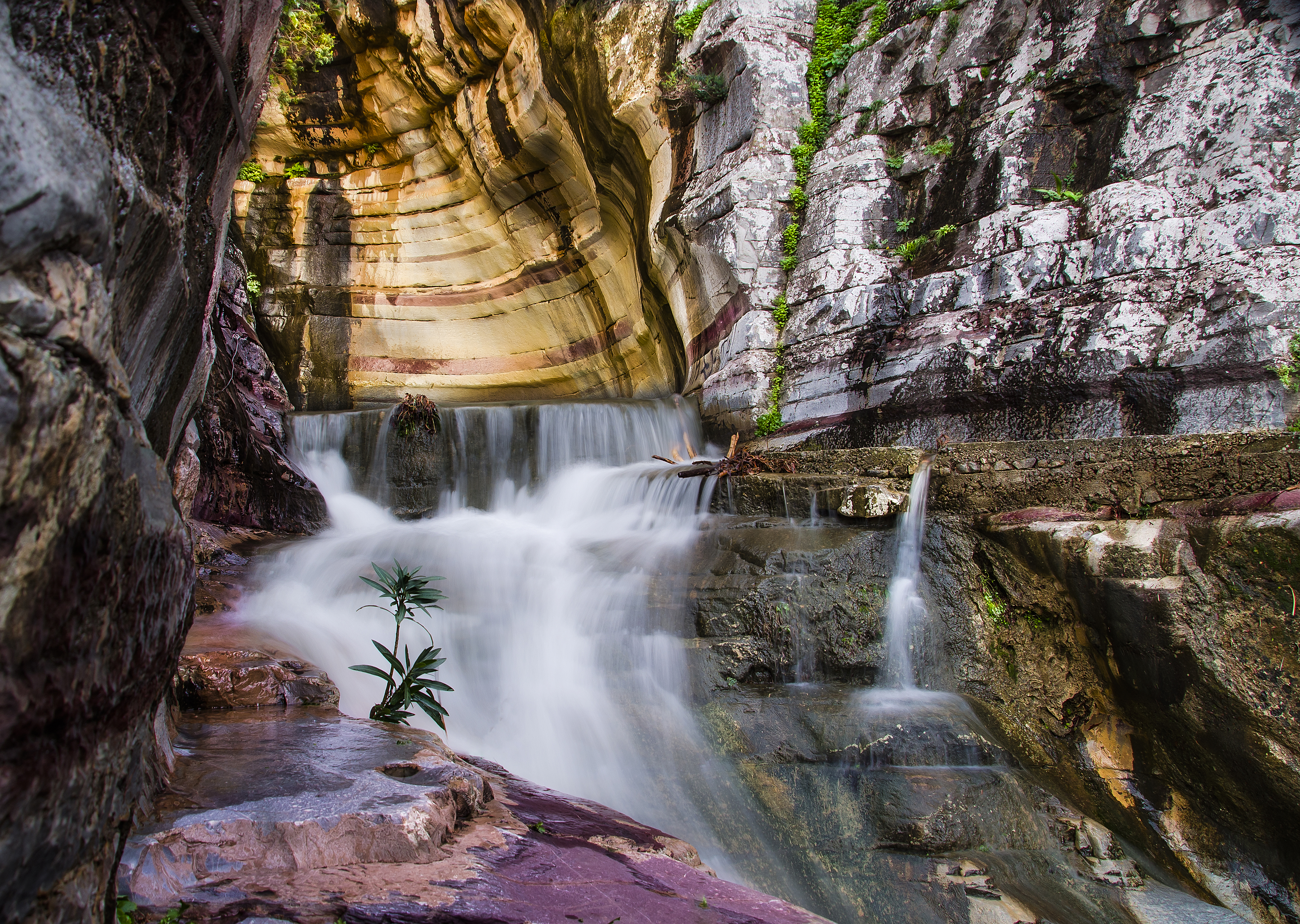
Cascate nella Gola

La gola è lunga circa 1,5 km, particolarmente stretta in molti punti e ha pareti alte fino a 300m. Il suo nome deriva dal verbo hasko che significa aprire, o meglio, spalancare. Ha viene considerata una delle più selvagge gole di Creta e una delle più difficili da attraversare. Essendo praticamente inaccessibile alla gente comune, la gola di Ha mantiene una ricca e variegata avifauna. 
Fra le strette e impraticabili pareti della gola, accessibile soltanto ad escursionisti esperti, scorre per circa 1800 m un corso d'acqua con 27 cascate.